# اقتلني من فضلك (فلم)
اقتلني من فضلك، هو فيلم مصري، من تمثيل فؤاد المهندس وشويكار وعبد المنعم مدبولي وأبو بكر عزت. يدور عن بطل الفيلم عادل والذي كان سيتزوج من امينة، وكان والد امينة عبد المنعم متبولى وكان متفق مع رجل ليقتله يدعى بطيخة.